# びほろ型巡視船
びほろ型巡視船（英語: Bihoro-class patrol vessel）は、海上保安庁が運用していた巡視船の船級。分類上はPM型、公称船型は改4-350トン型。

## 来歴
海上保安庁では、270トン型PSの動揺が問題となっていたことから、昭和28年度計画で350トン型（とかち型）を建造したのち、動揺性能の改善を図った改350トン型として、昭和29年度計画で「てしお」、昭和30年度計画ではやはぎ型を建造した。このやはぎ型で相当な動揺軽減が認められたことから、昭和35年度計画までに5隻を建造したのち、同年度計画より高速化を図った改2-350トン型（まつうら型）の建造に移行した。また昭和43年度計画からは、北方配備も視野に入れた発展型として改3-350トン型（くなしり型）の建造が開始され、昭和47年度計画までに7隻が建造された。なお、従来の350トン型は小型巡視船（PS）として区分されてきたが、改良を重ねた結果、同型では450トン型に匹敵するまで大型化したことから、1968年11月に区分基準が変更され、本型を含めた350トン型巡視船は、一括して中型巡視船（PM）に区分変更された。
そして昭和48年度計画では、改3-350トン型をもとに、居住性向上を主眼としてさらに発展させた改4-350トン型に移行することとなった。これによって建造されたのが本型である。

## 設計
上記の経緯より、本型は350トン型系列の最終発達型として、居住性向上を主眼とした改設計型として開発された。従来の350トン型では居住区を機関区画の前後で分散していたため、荒天時の前後の連絡や給食に難があったほか、後部居住区はプロペラの騒音に悩まされていた。このことから本型では、科員居住区を機関区画前方に集約するとともに、士官室などを上部構造内に移動した。また居住区の甲板間高さも高められている。なお科員居住区については、船体の縦揺れによる居住性低下が懸念されたことから、船首側から喫水線長の18パーセントより後方に配置するように措置されている。
この改正に伴い、主機を船体後方に配するセミアフト方式が採用されており、これを反映して煙突も船体の後部におかれている。主機関は、改3-350トン型（くなしり型）の昭和47年度計画船の構成を踏襲し、単機出力1,500馬力の新潟6M31EXまたは富士6SD32Hを搭載した。推進器は可変ピッチ・プロペラとされている。
兵装としては、従来と同様に20mm単装機銃を搭載したが、一部の船では、後に12.7mm単装機銃に換装した。なおレーダーはJMA 159Bを2基、またはJMA 1576とJMA 1596を1基ずつ搭載していた。

## 同型船
本型は1974年から1978年にかけて20隻が就役した。これ以後に建造された350トン型巡視船は、たかとり型はタンカー火災対処用の特殊用途巡視船、あまみ型以降は半滑走船型を採用した高速の警備任務強化型であることから、とかち型以来の排水量型船型の350トン型巡視船としては本型が最後のものである。2004年よりとから型巡視船などを代替船として順次退役していき、2012年5月7日に「かつら」が解役されて、全船の運用を終了した。
なお、本型の改良型としててしお型巡視船（現 なつい型）が建造されたが、これはさらに排水量が増大したことから、500トン型という新しい船型に種別されている。
| 計画年度   | #     | 船名              | 建造所     | 竣工           | 解役           |
| ---------- | ----- | ----------------- | ---------- | -------------- | -------------- |
| 昭和48年度 | PM-73 | びほろ            | 東北造船   | 1974年2月28日  | 2008年3月30日  |
| 昭和48年度 | PM-74 | くま              | 臼杵鉄工   | 1974年2月28日  | 2006年3月18日  |
| 昭和49年度 | PM-75 | ふじ              | 臼杵鉄工   | 1975年2月7日   | 2004年2月24日  |
| 昭和49年度 | PM-76 | かばしま          | 臼杵鉄工   | 1975年3月25日  | 2004年3月29日  |
| 昭和49年度 | PM-77 | さど → おくしり   | 東北造船   | 1975年2月7日   | 2004年3月29日  |
| 昭和50年度 | PM-78 | いしかり          | 東北造船   | 1976年3月13日  | 2009年11月19日 |
| 昭和50年度 | PM-79 | あぶくま          | 東北造船   | 1976年1月30日  | 2010年2月10日  |
| 昭和50年度 | PM-80 | いすず            | 内海田熊   | 1976年3月10日  | 2009年3月1日   |
| 昭和50年度 | PM-81 | きくち            | 臼杵鉄工   | 1976年2月6日   | 2009年1月23日  |
| 昭和50年度 | PM-82 | くずりゆう        | 臼杵鉄工   | 1976年3月18日  | 2008年2月5日   |
| 昭和51年度 | PM-83 | ほろべつ          | 東北造船   | 1977年1月27日  | 2010年2月9日   |
| 昭和51年度 | PM-84 | しらかみ          | 東北造船   | 1977年3月24日  | 2012年1月18日  |
| 昭和51年度 | PM-85 | さがみ → まつうら | 内海田熊   | 1976年11月30日 | 2010年8月20日  |
| 昭和51年度 | PM-86 | とね              | 臼杵鉄工   | 1976年11月30日 | 2006年3月18日  |
| 昭和51年度 | PM-87 | よしの → みささ   | 臼杵鉄工   | 1977年1月28日  | 2011年3月11日  |
| 昭和51年度 | PM-88 | くろべ → なとり   | 四国ドック | 1977年2月15日  | 2009年2月22日  |
| 昭和52年度 | PM-90 | ちくご            | 内海田熊   | 1978年1月27日  | 2010年11月5日  |
| 昭和52年度 | PM-91 | やまくに          | 臼杵鉄工   | 1978年1月26日  | 2009年6月4日   |
| 昭和52年度 | PM-92 | かつら            | 四国ドック | 1978年2月15日  | 2012年5月7日   |
| 昭和52年度 | PM-93 | しなの →おおよど  | 東北造船   | 1978年2月23日  | 2008年3月30日  |

## 登場作品

### 映画
『海猿 ウミザル』
「みささ」が登場。主人公たちが係留作業を行い、岸壁に停泊させる。

### 小説
『超空の連合艦隊』
小説版第1巻に「みささ」が登場。安芸灘に正体不明の艦船が多数停泊しているとの通報を受けて現場海域へ急行したところ、昭和17年から現代へタイムスリップしてきた大和型戦艦「大和」をはじめとする連合艦隊と遭遇することになり、「大和」の臨検を行う。